# Toxospathius
Toxospathius är ett släkte av skalbaggar. Toxospathius ingår i familjen Melolonthidae.
Kladogram enligt Catalogue of Life:
| Toxospathius | \| \| Toxospathius auriventris \| \| \| \| \| \| Toxospathius brevicollis \| \| \| \| \| \| Toxospathius inconstans \| \| \| \| |
|              | \| \| Toxospathius auriventris \| \| \| \| \| \| Toxospathius brevicollis \| \| \| \| \| \| Toxospathius inconstans \| \| \| \| |
|              | Toxospathius auriventris |
|              | |
|              | Toxospathius brevicollis |
|              | |
|              | Toxospathius inconstans |
|              | |